# GSC8715-212
GSC8715-212 — хімічно пекулярна зоря спектрального класу A0, що має видиму зоряну величину в смузі V приблизно 10,4.